# Río Anarjohka

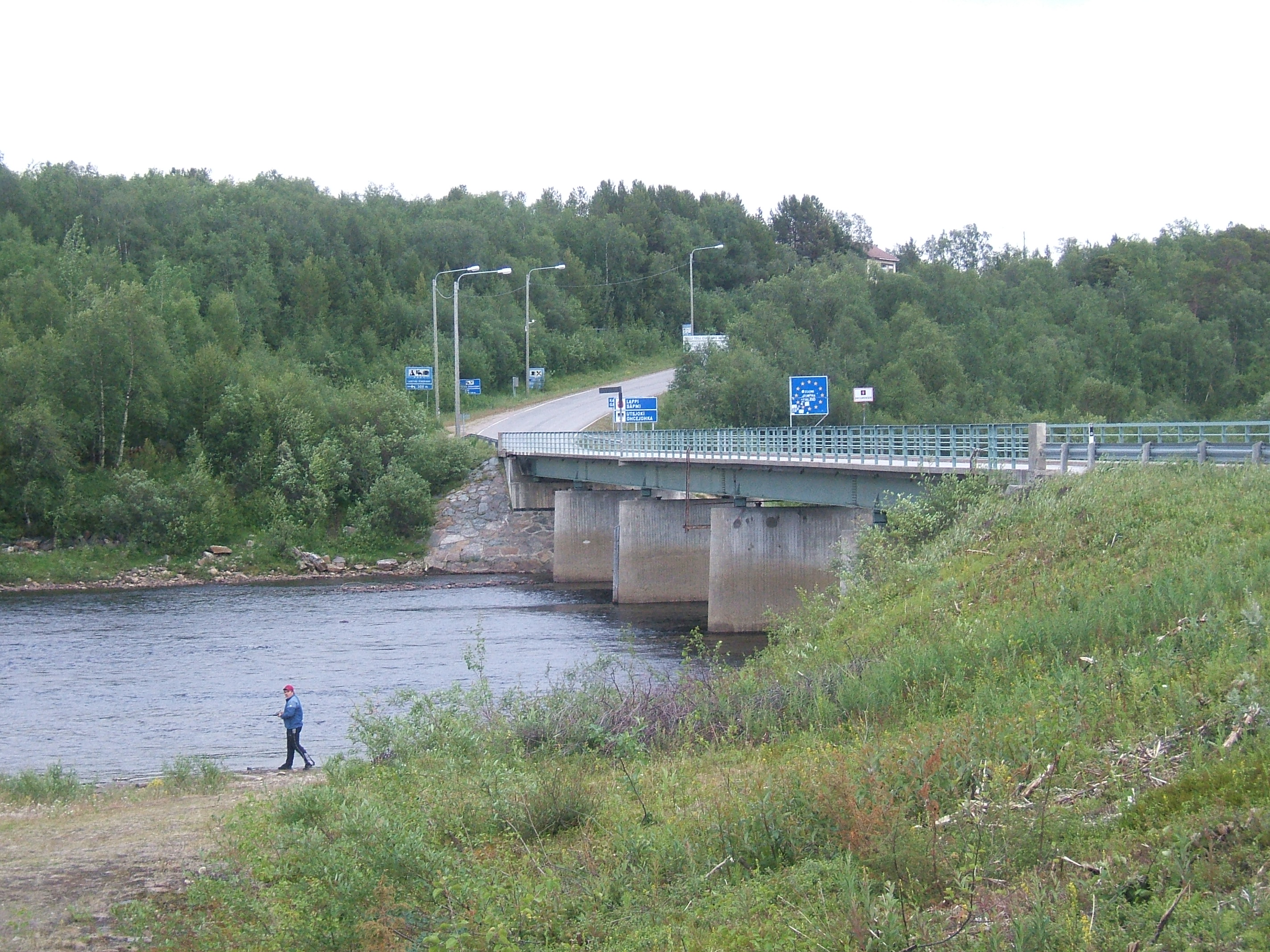
El río al atravesar la localidad finesa de Karigasniemi

El río Anarjohka (en sami septentrional: Anárjohka, en noruego: Anarjokka o Anarjohka, en finés: Inarijoki, en sueco: Enare älv) es un río del norte de la península escandinava, una de las fuentes del río Tana y uno de los ríos más importantes que drena la meseta de Finnmark. Administrativamente, el río nace en Noruega, en el condado de Finnmark y enseguida forma hasta su desembocadura la frontera con Finlandia (con la Laponia finlandesa). Tiene una longitud de 152,9 km, drenando una cuenca de 3151,81 km² y teniendo en su desembocadura un caudal de 32,96 m³/s.

## Geografía
El río Anarjohka tiene sus fuentes más lejanas en Lulit Bissovárri (549 m), en el municipio noruego de Kautokeino, en el extremo sur de la meseta de Finnmark, en la parte suroeste del Parque Nacional Alto Anarjohka, donde se conoce como Gorzzfielbmá o Alto Anarjohka. A partir de ahí fluye en dirección noreste a través del parque nacional, hasta que se vuelve hacia el este y recibe al Skiehččanjohka, ya en la frontera con Finlandia (donde se encuentra otro parque nacional, el Parque Nacional de Lemmenjoki). Formalmente el río Anarjohka nace de  la confluencia del Gorzzfielbmá (que se considera el curso alto del Anarjohka) y del Skiehččanjohka.
Después de atravesar la pequeña localidad de Basevuovdi, el  Anarjohka gira hacia el norte y recibe a su mayor afluente, el Goššjohka, que se le une desde el oeste. El único puente sobre el Anarjohka se encuentra en la localidad finlandesa de Karigasniemi. En este cruce fronterizo se encuentran las carreteras nacionales de Noruega y Finlandia, ambos numeradas con el 92. En Raidesuolu, cinco kilómetros más al norte, y a unos 10 km al este de la pequeña localidad noruega de Karasjok, el Anarjohka confluye con el río Karasjohka,  dando lugar al nacimiento formal del famoso río salmonero Tana, que acaba desembocando en el fiordo de Tana, en el mar de Barents (océano Ártico).
Karigasniemi, con unos 300 habitantes, es el único asentamiento de un cierto tamaño a lo largo del río. En el lado noruego, entre el puente fronterizo y al norte de la confluencia con el Karasjohka, se encuentran las aldeas de Dorvonjárga y Gámehisnjárga. Al sur de Karigasniemi los alrededores del río están muy poco poblados, con pequeños pueblos: en el lado noruego, de norte a sur, Iškorasjohka, Jorgastak y Basevuovdi;  y en el lado finlandés, Kuoppaniva, Vuobmaved y Angeli. Angeli, que se encuentra frente al asentamiento noruego de Basevouvdi, es el mayor asentamiento al sur de Karigasniemi. Aguas arriba de Basevuovdi/Angeli no hay ningún poblado. 
Al igual que el Tana, el Anarjohka es un muy buen río para la pesca del salmón.